# 沓頰

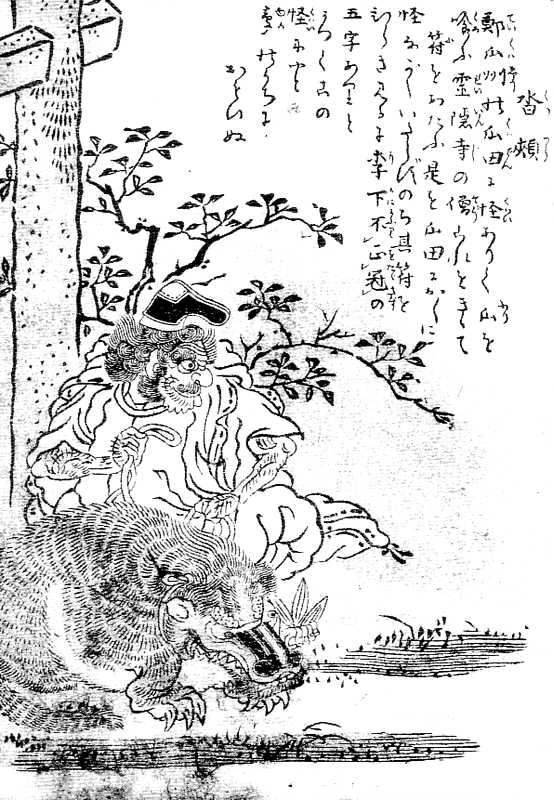
鳥山石燕『百器徒然袋』，「沓頬」

 沓颊（日语：／ Kutsutsura）是日本江戶時代的浮世繪畫家鳥山石燕的妖怪畫集『百器徒然袋』中描繪的日本妖怪。
其並不是一個單獨的妖怪，而是沓（鞋）幻化而成的動物的形態的妖怪（沓）和由帽子（冠）幻化為人形的妖怪（颊）的結合體，它們都是是付喪神（器物幻化而成的妖怪）。 
沓的妖怪在瓜偷瓜，冠的妖怪李樹下盜李，這個說法來自中國的書物『文選』中的諺語「瓜田不纳履 李下不整冠」。 沓也可以單獨出現，室町時代的妖怪絵巻『百鬼夜行繪卷』中描繪了鞋形態的沓。 

## 腳註
1. 1 2  村上健司編著. . 毎日新聞社. 2000: 144頁. ISBN 978-4-620-31428-0.
2. 1 2  水木しげる. . Softgarage. 2004: 29頁. ISBN 978- 4-86133-027-8.